# Bączek cynamonowy
Bączek cynamonowy (Ixobrychus cinnamomeus) – gatunek średniej wielkości ptaka z rodziny czaplowatych (Ardeidae). Częściowo wędrowny. Występuje na Półwyspie Indyjskim oraz w części Azji Wschodniej i Południowo-Wschodniej. Nie jest zagrożony wyginięciem.

## Taksonomia
Po raz pierwszy zgodnie z zasadami nazewnictwa binominalnego gatunek ten opisał Johann Friedrich Gmelin w 1789 w 13. edycji Systema Naturae. Nowemu gatunkowi nadał nazwę Ardea cinnamonea, a jako miejsce typowe wskazał Chiny. Obecnie (2022) Międzynarodowy Komitet Ornitologiczny umieszcza bączka cynamonowego w rodzaju Ixobrychus. Nie wyróżnia podgatunków, autorzy Handbook of the Birds of the World także uznają gatunek za monotypowy.

## Morfologia

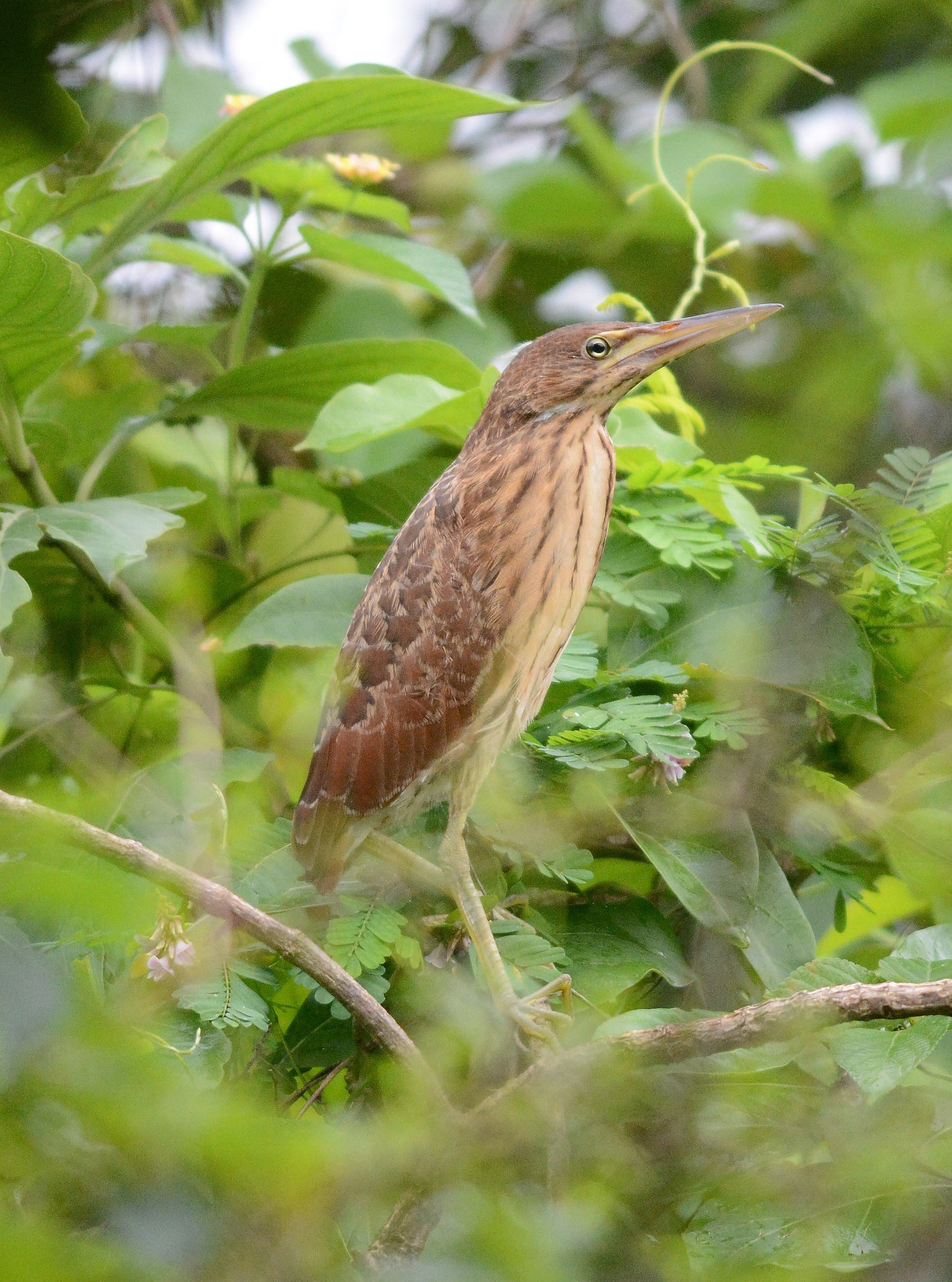
Osobnik młodociany

Długość ciała wynosi 40–41 cm, masa ciała 89,5–164 g, rozpiętość skrzydeł około 49,5 cm. Wymiary szczegółowe dla nieokreślonej liczby samców i samic: długość skrzydła 138–146 mm (jeden pomiar: 156 mm), długość dzioba (od linii piór) 43–51 mm, długość skoku 45–50 mm, długość ogona 41–45 mm. Grzbiet ciała rdzawy, u samic wyróżnia się smoliście szare ciemię. Broda i gardło jasnopłowe, przecina je obszarpany ciemnobrązowy pas, któremu u samic towarzyszą rozłożone po bokach przerywane linie. U ptaków obojga płci po bokach szyi, w jej niższej części, występuje pęczek ciemnych piór, najlepiej widoczny podczas zalotów. Tęczówka żółta, pomarańczowa lub różowoczerwona. Dziób żółtozielony lub żółtopomarańczowy, jego górna krawędź czarna, a nasada różanoczerwona. Nogi i stopy żółtozielone, podeszwy stóp jaśniejsze, bardziej żółte.

## Zasięg występowania
Zasięg występowania bączka cynamonowego obejmuje subkontynent indyjski (w tym Cejlon) i dalszy obszar po środkowe, południowe i wschodnie Chiny i Tajwan, Azję Południowo-Wschodnią po Wielkie i Małe Wyspy Sundajskie, Celebes i Filipiny. Bączki cynamonowe zamieszkują również Andamany i Nikobary oraz Malediwy. Populacje z północnych części zasięgu poza porą lęgową przebywają w południowej części zasięgu.

## Ekologia i zachowanie
Środowiskiem życia bączków cynamonowych są zalane pola ryżowe i tereny trawiaste, nierzadko w pobliżu osiedli ludzkich, okolice rowów melioracyjnych, trzcinowiska, nadbrzeżne zakrzewienia. Na Cejlonie występują do ponad 1800 m n.p.m. Ich pożywieniem są ryby do 13 cm długości (Trichogaster, Clarias oraz Ophiocephalus), płazy bezogonowe i mięczaki. Aktywne są głównie wieczorem. Zwykle za dnia widywane są w sezonie lęgowym, spłoszone lub podczas pochmurnej, deszczowej pogody.

### Lęgi
W Indiach okres lęgowy trwa od czerwca do września, rozpoczyna się wraz z nadejściem monsunów. Na Sumatrze jaja stwierdzano od stycznia do marca na nizinach i od października do grudnia na wyżynach. W Indiach gniazdo ma formę niewielkiej platformy z liści, fragmentów łodyg trzcin i podobnych materiałów roślinnych. Zbudowane jest na wygiętych w dół łodygach roślin wodnych, blisko metra nad powierzchnią wody. Zniesienie liczy zwykle 4 lub 5 jaj (czasami 6). Skorupka biała, niekiedy z niebieskim odcieniem. Średnie wymiary dla 50 jaj: 36,5 na 26,4 mm. Obydwa ptaki z pary biorą udział w budowie gniazda, wysiadywaniu i opiece nad młodymi, która odbywa się poprzez zwracanie pokarmu. Czas inkubacji jest nieznany.

## Status i zagrożenia
IUCN uznaje bączka cynamonowego za gatunek najmniejszej troski (LC, Least Concern) nieprzerwanie od 1988 (stan w 2021). W 2006 organizacja Wetlands International szacowała, że liczebność światowej populacji mieści się w przedziale około 130 000 – 2 000 000 osobników; oceniała globalny trend liczebności jako stabilny, choć u niektórych populacji nie był on znany. Chińska Czerwona Lista w 2015 uznawała bączka cynamonowego za gatunek najmniejszej troski.